# 玉川美沙 たまなび
『玉川美沙 たまなび』（たまがわみさ たまなび）は、2006年4月3日から2010年10月1日まで玉川美沙がパーソナリティを務めていた文化放送の夕方のワイド番組。

## パーソナリティ
- 玉川美沙

玉川が休みの時のパーソナリティ代行
- 水谷加奈「水谷加奈 かななび」2007年11月19日,20日,22日,23日・2008年11月10日[1],11日,13日,14日
- 白井静雄・菅野詩朗「白井&菅野 すしなび」2007年11月21日
- 菅野詩朗（アシスタント：遠藤里沙）「菅野詩朗 すがなび」2008年11月12日

## 放送時間
- 月曜 - 金曜 16:00 - 17:50（2006年4月3日 - 2007年3月30日）
- 月曜 - 金曜 15:30 - 17:50（2007年4月2日 - 2010年10月1日）

## 概要
前番組まではアシスタント枠が設けられていたが、本番組は設けておらず、基本的に玉川一人で進行。一部のコーナーでは、コーナー担当と一緒に出演する形となっていた。
同時期に放送されていた『高嶋ひでたけの特ダネラジオ 夕焼けホットライン』（ニッポン放送）や『荒川強啓 デイ・キャッチ!』（TBSラジオ）といった報道色に強い番組とは一線を画し、玉川が得意とするトーク色が濃いのが特徴であった。また、前番組に引き続き報道番組「ニュース・パレード」を内包して放送していた。
2010年4月5日から番組の核コーナーである16時台後半の特集コーナーが、「たまなび学園」となったため、番組全体を「学園」と見立てて進行していた。番組のメインパーソナリティの玉川が校長、番組マスコットの「たまにゃびちゃん」が生徒会長となっていた。それに伴い、「学園通信」という名のメルマガを発信していた。
しかし、玉川が妊娠し出産準備のため2010年10月1日を以って終了となった。
後番組となる『夕やけ寺ちゃん 活動中』以降は情報・報道色を強めており、『吉田照美 飛べ!サルバドール』の一部コーナーや『斉藤一美 ニュースワイドSAKIDORI!』でもこの流れを踏襲していた。2022年4月以降の『西川あやの おいでよ!クリエイティ部』ではやや報道色が薄くなったものの、2024年4月開始の『長野智子アップデート』で報道色が再度強くなっている。

### たまにゃびちゃん
- 番組にはネコをイメージしたマスコットキャラクターがおり、名前は「たまにゃびちゃん」 。イラストレーターのサトウマユさんによるもの[3]。 特徴は[4]、

1. 普段は標準語だが、感情が昂ると関西弁に。
2. 『た〜まちゃ〜ん』と呼ぶと『は〜ぁい〜』と答える（番組のオープニングに倣ったもの）
3. 好きな魚は鮭

- 番組オリジナルグッズにはほぼ全てにたまにゃびちゃんが描かれ数多く製作された。
- 2010年4月から番組ではたまにゃびちゃんの待ち受け画面に「金運」「仕事運」などの開運ワードをちりばめた「たまにゃびちゃん開運待ち受け」「たまにゃびちゃん開運待ち受けFlash」をダウンロードできるようにした[5]。また、2010年6月18日から「ぱぱにゃび」「ままにゃび」の待ち受けの配信も始まった[6]。

### 番組オリジナルグッズ
- たまなびオリジナル カーシェイド (2008年6月)[7]
- たまにゃびステッカー (2008年11月〜)[8]
- 春風たまな便 (2009年3月)[9]
- たまにゃびクオカード (2009年4月〜)[10]
- たまにゃびちゃんの折りたたみ傘 (2009年5月)[11]
- たまにゃびペアグラス (2009年8月)[12]
- たまなびオリジナル 渋滞吸収隊ステッカー (2009年9月)[13]
- 秋風たまな便 (2009年10月)[14]
- たまにゃびちゃんタオル (2010年2月)[15]

## エピソード
文化放送の局舎移転により四ツ谷と浜松町の両方から放送を行った。四ツ谷からの最後の放送は2006年7月21日。浜松町『メディアプラス』からの最初の放送は2006年7月24日で、浜松町第3スタジオの杮落としの放送となった。
2008年5月に北海道帯広および芽室にて御二方の農家さんとコラボし「たまちゃんファーム」にて味来、メークインの栽培を始めた。同年9月にはリスナーと一緒に「北海道たまちゃんファーム・秋の収穫ツアー3日間」を実施した。
2008年11月3日には初となる公開生放送を実施した。
2010年6月に番組の企画で「大地を守る会」とコラボした「たまなびファーム」を埼玉県神川町で始めたがたまなび自体の終了に伴いたまなびファームも1期で終了となった。
2010年7月に『玉川美沙 たまなび』で作った東京駅GRANSTAの「あなたと作る東京エキ弁オリジナルレシピコンテスト」でオリジナルの「江戸前刺身弁当」が優秀作品賞として選出された。

## タイムテーブル（2010年8月2日 - 10月1日）
- 15:30：オープニング

番組のリスナー、または街中の声による「た〜まちゃ〜ん」と玉川の「は〜い〜」の掛けあいから始まる。前番組の「大竹まこと ゴールデンラジオ!」で大抵大竹まことが「たまちゃんねぇ、・・・」でフリを行う事が多いため、たいていそれに応える形で番組が始まる。
- 15:35：たまなび ヘッドライン

その日のニュースを番組独自の視点によって送る。
※15:42：（月）リポビタンD あなたにファイト!
- 15:45：たまけんアネックス たまラボ

「たまなびの自由時間」。毎日ふとした話題を届ける。
- 15:55：交通情報（警視庁）
- 15:58：たまなび掲示板
- 16:00：クイズ 5パーソンズ 2

リスナー参加型のクイズコーナー。毎回テーマ別に、文化放送アナウンサーか記者（後述）が問題を出し、1問正解ごとに500円・1000円・2000円・5000円・1万円となる。不正解の場合は賞金がゼロとなる。ただし、ドロップアウトは可能。その場合はそこまでに獲得した賞金がもらえる（次の問題に行くかどうするかはその場で選択可能）。なお、正解不正解に関係なく参加賞として「たまにゃびちゃんステッカー」はもらえる。出題者は菅野詩朗・斉藤一美・鈴木光裕・鈴木純子各アナウンサーと吉野亜衣子制作部ディレクター（現在は「くにまるワイド」担当）である。吉野ディレクターは1問目を、鈴木（光）アナは最終問題を出す傾向がある。また、玉川自身が答えを知っていれば、答えのギリギリまでリスナーを引っ張るため、4問目あたりまでは比較的容易である。
- 16:10：音楽たまな便

「ありがとう」「ごめんなさい」などの気持ちを音楽とともにラジオに乗せて届けるコーナー。採用者には「Thank you! たまな便ポストカード」と「アトム通貨50馬力」がプレゼントされる。
- 16:17：交通情報（警視庁）
- 16:19：天気予報（気象協会）
- 16:21：文化放送ラジオショッピング（祝日の場合は休止）
- 16:27：たまなび掲示板 その2

木曜は文化放送メディアプラス1Fの「サテライトプラス」で翌日金曜に開催される「サテライトプラスライブ」（MMQR）の情報を流す。
- 16:35：たまなび学園

毎日が授業のような編成となっている。日によっては「たまにゃびちゃん」による挨拶が入ることもある。冒頭のBGMはテレビドラマ「メイちゃんの執事」のサウンドトラックより。
（月）オヤジ学部・・・菅野詩朗アナと鈴木光裕アナが、隔週交代で出演。
（火）スッキリ学部・・・日々の疑問を「スッキリ」させる授業。ただ、内容があまりにも複雑な場合はお得意の〝ざっくりとした説明〟になることもある。「くるみ割り人形　第3曲 金平糖の精の踊り (Danse de la Fée Dragée)」のアレンジ版の曲などが流れている。
（水）達人学部・・・何かの「達人」を講師に迎え、話を聴いていく授業
（木）お仕事学部・・・世の中にある数多の仕事の中からある仕事に携わる方を講師に迎えて話を聞いたり、リスナーの質問に答えてもらう。
（金）プロジェクト学部・・・青春ダーツの田中泰宏、たんぽぽが出演。番組から生まれた「プロジェクト」の進捗状況をレポート。田中とたんぽぽでそれぞれのプロジェクトがあるため、基本的にダブっての出演はない。
- 16:50：交通情報（千葉→神奈川→警視庁）
- 16:53：たまなび掲示板 その3

メッセージ紹介。プラスチューンに入る1分ほど前からは全国ニュース担当者とのクロストーク。メッセージテーマでのトークを繰り広げるが、時間が余ればニュース・パレードの予告。
- 16:58：文化放送プラスチューン
- 17:00：ニュース・パレード

文化放送発・全国32局ネットのネットワークニュース。
パーソナリティについては当該項詳述参照。
- 17:13：クイズ あなたがチャリン♪ジ

「たまチャリ」の進化形であるがこれまでとは異なる。野村邦丸アナウンサーがリスナーにクイズを出題。クイズに正解すると、サイコロを振って賞金を決める。クイズの頭では野村アナウンサーのはっちゃけぶりに玉川が笑ってしまうこともしばしば。
そのサイコロはスタッフ4人で降ることになっている。月 - 木曜は番組スタッフ3人と玉川、金曜は番組スタッフ2人と青春ダーツ・田中、玉川。この4人の中から選択できるが、たいてい玉川が選出される。金額幅は10円・500円・1000円・2000円・5000円・1万円の間となっている。出た目の賞金とたまにゃびステッカーをプレゼントする。
- 17:21：今週の新曲なび

たまなび放送週にリリースされる新曲を紹介。
- 17:25：今日の玉手箱

玉川のフリートーク。
- 17:28：たまなび掲示板 その4

今日の玉手箱の時間が延びた場合は、休止となる事が多い。
- 17:31：川中美幸 人・うた・心[27]（雲海酒造）

月 - 木曜の17時前にはオリジナルの番宣があり、〝たまなび〟オリジナルジングルの最後の「文化放送〜♪」を除いた部分のメロディに乗せて「玉川美沙 たまなび。この後、5時30分頃からは」（玉川）→「川中美幸 人・うた・心。今日のゲストは?」（川中）→ 「○○です!」（ゲスト）→「お楽しみに〜」（川中）という番宣が流れる。
- 17:41：交通情報（警視庁）
- 17:43：たまなび掲示板 その5
- 17:47：エンディング